# Toni Innauer
Toni Innauer (* 1. dubna 1958 Bezau) je bývalý rakouský skokan na lyžích a olympijský vítěz na středním můstku v Lake Placid 1980.
Na zimní olympijských hrách v roce 1976 v Innsbrucku získal na velkém můstku stříbrnou medaili. Vyhrál dva závody Světového poháru, Holmenkollenský lyžařský festival 1975 a Pohár KOP 1976, byl druhý na mistrovství světa v letech na lyžích 1977. V roce 1976 vytvořil v Oberstdorfu světový rekord v letech na lyžích výkonem 176 metrů. Byl prvním skokanem v historii, který získal od stylových rozhodčích plný počet bodů. Vystudoval sportovní psychologii na univerzitě ve Štýrském Hradci, byl funkcionářem Rakouské lyžařské federace, trenérem národního skokanského družstva a komentátorem pro ZDF. V roce 1976 mu byl udělen Čestný odznak Za zásluhy o Rakouskou republiku. Skokanem byl také jeho syn Mario Innauer.